# Lamentação sobre o Cristo Morto (Andrea Mantegna)

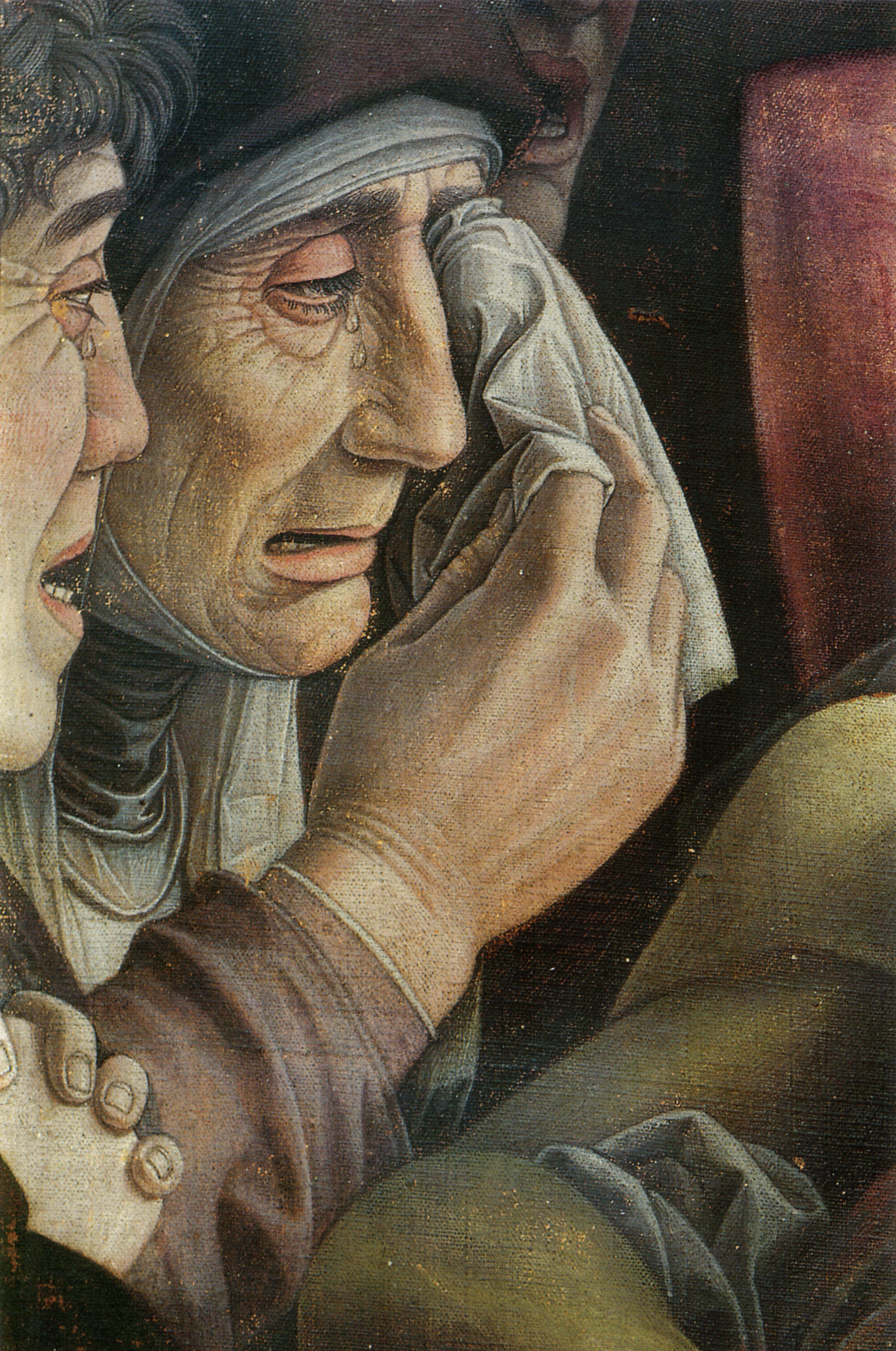
Detalhe de O lamento de Cristo.

A Lamentação sobre o Cristo Morto (em italiano Lamentazione sul Cristo morto) é uma das mais notáveis pinturas do pintor italiano Andrea Mantegna. Trata-se de uma têmpera sobre tela (68x81 cm), pintada provavelmente entre 1475 e 1478 e conservada na Pinacoteca de Brera, em Milão.
A pintura é famosíssima pela figura do corpo de Jesus Cristo deitado, que tem a particularidade de seguir e olhar quem olha nos pés de Jesus. É reconhecida como uma das obras mais importante da Renascença italiana. Devido ao virtuosismo de perspectiva apresentado no quadro, a partir da técnica ilusionista, considera-se o enquadramento do espaço algo inovador para a época. Mantegna foi um dos primeiros a instituir este tipo de representação. 
Há controversa a respeito do título exato da pintura, pois alguns historiadores da arte se referem a ela apenas como Cristo Morto.

## História
A Lamentação de Cristo é um tema bastante comum desde a arte cristã da Alta Idade Média e do Barroco. A crucificação de Jesus, a retirada de seu corpo da cruz e a velação por seu amigos e familiares foram eventos retratados por diversos artistas ao longo dos anos.  Embora remonte a um assunto já conhecido nas pinturas, trata-se de algo incomum para o período renascente. E, ao contrário da obra de Mantegna, a maior parte das Lamentações mostram um contato maior entre as pessoas de luto e o corpo de Cristo. 
Há vestígios de uma carta escrita em 02 de outubro de 1506 para o duque de Mântua (pouco depois da morte do artista) em que o filho Mantegna menciona um "Cristo minimalista" em meio a trabalhos deixados pelo pai. Isto provavelmente data do ano de 1470. Neste caso, deve ter permanecido por um bom tempo no estúdio do artista e destinado a ornar seu próprio túmulo, na basílica de Santo André de Mântua. Quando foi encontrado pelos filhos de Mantegna, o quadro precisou ser vendido para pagamento de dívidas. 
Durante Renascença, período de criação da obra, uma nova noção de individual estava sendo criada. A identificação fora instituída por meio do conhecimento baseado nas relações do indivíduo com o mundo em que vivia. Na época, buscava-se novas formas de conhecimento, enquanto as antigas eram questionadas ou reposicionadas. Este novo interesse na anatomia do corpo humano inaugurou também um debate sobre o relacionamento entre o corpo e a alma. Neste momento, a noção de corpo ideal foi fortemente explorada por artistas que representavam o humano. Deus passou a ser visto de modo mais íntimo a cada indivíduo. 

## A obra
Andrea Mantegna constrói a identidade individual no Cristo Morto através do conflito entre as diferentes formas de conhecimento. O corpo morto de Cristo, deitado sobre a Pedra da Unção, é o lugar em que deposita-se e discute-se o conhecimento. A imagem traz a representação de Deus e do corpo ideal, ao mesmo tempo em que denota a mortalidade do ser humano.
Olhando para dentro da obra o espectador se depara com um monstruoso espetáculo: um cadáver pesado, com uma aparência inchada, decorrida do exagero do minimalismo. À frente, estão seus pés enormes com duas chagas ocasionadas pelos pregos da crucificação; no canto esquerdo, lágrimas de duas pessoas que encaram a cena. São elas a Virgem Maria, estranhamente mais velha, e São João lamentando a morte. No entanto, há ainda uma terceira que encontra-se na parte superior, logo atrás mãe de Jesus, e que poderia ser Maria Madalena.
As mãos de Jesus, também marcadas pelos pregos da crucificação, estão gentilmente posicionadas nas dobras do lençol de cama, que cobre a metade debaixo do cadáver. A cabeça, ligeiramente virada para o lado, é pacificamente apoiada contra o travesseiro de seda rosa, com elegante decoração em marca d'água.  Além do travesseiro rosa, as rugas da face de Cristo, assim como das outras figuras quadro, também harmonizam com as granulações do sepulcro de mármore. Esse realismo de Mantegna é habilidoso ao ponto de prevalecer sobre qualquer indulgência estética que possa ser resultado de uma extensão excessivamente refinada na pintura; é dominado por uma exaltação do sentimento poético advindo do sofrimento e da resignação de Cristo.
O poder de criação de Mantegna está em sua própria interpretação do "histórico", sua percepção para o espetáculo em pequena, e igualmente larga, escala.  Ele apresenta um estudo perturbador do cadáver minimalista e uma representação aguçada da tragédia bíblica. A composição posiciona o foco central da imagem na genitália de Cristo, ênfase comumente encontrada nas figuras de Jesus, especialmente quando criança. Este estágio tem sido relacionado com uma ênfase teológica na humanidade de Jesus.  Levando assim à interpretação de que o corpo de Cristo simboliza as duas naturezas: humana e divina.
Nenhum artista anterior a Mantegna conseguiu obter tal efeito de profundidade num espaço tão restrito. Ele foi o primeiro a apresentar Cristo deitado, de frente para o observador.  Sendo capaz de provocar no observador a impressão de se estar aos pés de Cristo, atirando-no assim num impacto emocional. Para além do distanciamento aparentemente frio e calculado, os sentimentos de Mantegna são aqueles de um historiador, e como todo grande historiador, ele é cheio de humanidade. Mantegna tem um senso trágico de história e destino do homem, dos problemas entre o bem e o mal, da vida e da morte.